# Amphineurus polycyclus
Amphineurus (Amphineurus) polycyclus là một loài ruồi trong họ Limoniidae. Chúng phân bố ở miền Australasia.